# Guignardia concinna
Guignardia concinna är en svampart som först beskrevs av Hans Sydow, och fick sitt nu gällande namn av Aa 1973. Guignardia concinna ingår i släktet Guignardia och familjen Botryosphaeriaceae.   Inga underarter finns listade i Catalogue of Life.